# NHK BSプレミアム アニメタイム
NHK BSプレミアム アニメタイムはNHK BSプレミアムで放送されたテレビアニメ番組枠。

## 概要
本来は2012年4月から2017年3月まで、NHK BSプレミアムの月曜 - 木曜18:30枠で放送されていた25分アニメの放送枠を指す（NHKによる番組宣伝では「アニメタイム」の名称を使用していた）。
同枠を廃枠後の2017年4月時点において、BSプレミアムの25分アニメ枠は、日曜朝07:30のファミリーゾーンと金曜23:45の深夜枠（名称なし）の2つだった。
2021年3月をもってBSプレミアムの25分アニメ枠は完全に廃枠となった。

## 終了時点の放送作品
ファミリーゾーン
- 日曜07:30-07:55 ピアノの森

## 作品早見表
| 木曜23:00枠                                       | 日曜25:00枠                                       | 開始年月   | 平日27:00枠                             | 平日27:00枠                             | 平日27:00枠                             | 平日27:00枠                              |
| ------------------------------------------------- | ------------------------------------------------- | ---------- | --------------------------------------- | --------------------------------------- | --------------------------------------- | ---------------------------------------- |
| へうげもの                                        | へうげもの （再放送）                             | 2011年04月 | BS深夜アニメ館                          | BS深夜アニメ館                          | BS深夜アニメ館                          | BS深夜アニメ館                           |
| 月曜19:00枠                                       | 火曜19:00枠                                       | 開始年月   | 水曜19:00枠                             | 木曜19:00枠                             | 金曜19:00枠                             | 金曜19:00枠                              |
| おさるのジョージ                                  | 銀河へキックオフ!!                                | 2012年04月 | トムとジェリー テイルズ                 | 楽しいムーミン一家                      | メジャー1                               | メジャー1                                |
| キングダム                                        | 銀河へキックオフ!!                                | 2012年06月 | トムとジェリー テイルズ                 | 楽しいムーミン一家                      | メジャー1                               | メジャー1                                |
| 月曜18:30枠                                       | 火曜18:30枠                                       | 開始年月   | 水曜18:30枠                             | 木曜18:30枠                             | 土曜深夜枠                              | 土曜深夜枠                               |
| キングダム （1期→総集編）                         | 銀河へキックオフ!!                                | 2012年10月 | アルプスの少女ハイジ                    | 楽しいムーミン一家                      | -                                       | -                                        |
| キングダム （1期→総集編）                         | トムとジェリー テイルズ （再放送）                | 2013年03月 | アルプスの少女ハイジ                    | 楽しいムーミン一家                      | -                                       | -                                        |
| フランダースの犬                                  | トムとジェリー                                    | 2013年04月 | アルプスの少女ハイジ                    | 楽しいムーミン一家                      | キングダム （総集編→2期）               | キングダム （総集編→2期）                |
| フランダースの犬                                  | トムとジェリー                                    | 2013年10月 | あらいぐまラスカル                      | 楽しいムーミン一家                      | キングダム （総集編→2期）               | キングダム （総集編→2期）                |
| 赤毛のアン                                        | トムとジェリー                                    | 2014年04月 | あらいぐまラスカル                      | -                                       | -                                       | -                                        |
| 赤毛のアン                                        | 新トムとジェリー ショー                           | 2014年09月 | あらいぐまラスカル                      | -                                       | 土曜19:00枠                             | 土曜19:00枠                              |
| 赤毛のアン                                        | 新トムとジェリー ショー                           | 2014年10月 | 山賊の娘ローニャ （再放送）             | -                                       | 山賊の娘ローニャ                        | 山賊の娘ローニャ                         |
| 月曜18:30枠                                       | 火曜18:30枠                                       | 開始年月   | 水曜18:30枠                             | 土曜深夜枠                              | 日曜07:30枠                             | 日曜07:30枠                              |
| 美少女戦士セーラームーン                          | 新トムとジェリー ショー                           | 2015年04月 | 山賊の娘ローニャ （再放送）             | -                                       | 山賊の娘ローニャ （再放送）             | 山賊の娘ローニャ （再放送）              |
| 美少女戦士セーラームーン                          | 新トムとジェリー ショー                           | 2015年05月 | ベルサイユのばら                        | -                                       | 山賊の娘ローニャ （再放送）             | 山賊の娘ローニャ （再放送）              |
| 美少女戦士セーラームーン                          | カンフー・パンダ ザ・シリーズ                     | 2015年09月 | ベルサイユのばら                        | -                                       | 山賊の娘ローニャ （再放送）             | 山賊の娘ローニャ （再放送）              |
| 美少女戦士セーラームーン                          | カンフー・パンダ ザ・シリーズ                     | 2015年10月 | ベルサイユのばら                        | -                                       | 新トムとジェリー ショー （再放送）      | 新トムとジェリー ショー （再放送）       |
| 美少女戦士セーラームーン                          | カンフー・パンダ ザ・シリーズ                     | 2016年01月 | ベルサイユのばら                        | 進撃の巨人                              | 新トムとジェリー ショー （再放送）      | 新トムとジェリー ショー （再放送）       |
| 月曜18:30枠                                       | 火曜18:30枠                                       | 開始年月   | 水曜18:30枠                             | 木曜18:30枠                             | 金曜深夜枠                              | 日曜07:30枠                              |
| 美少女戦士セーラームーンR                         | 海外アニメ（前半・後半）                          | 2016年04月 | カードキャプターさくら                  | けいおん!                               | -                                       | カンフー・パンダ ザ・シリーズ （再放送） |
| 美少女戦士セーラームーンR                         | 海外アニメ（前半・後半）                          | 2016年07月 | カードキャプターさくら                  | けいおん!!                              | -                                       | カンフー・パンダ ザ・シリーズ （再放送） |
| 美少女戦士セーラームーンR                         | 海外アニメ（前半・後半）                          | 2016年09月 | カードキャプターさくら                  | けいおん!!                              | 新世紀エヴァンゲリオン                  | カンフー・パンダ ザ・シリーズ （再放送） |
| 美少女戦士セーラームーンR                         | 新くまのプーさん                                  | 2016年10月 | カードキャプターさくら                  | けいおん!!                              | 新世紀エヴァンゲリオン                  | 海外アニメ（前半・後半） （再放送）      |
| 金曜深夜枠                                        | 金曜深夜枠                                        | 開始年月   | 日曜07:30枠                             | 日曜07:30枠                             | 日曜07:30枠                             | 日曜07:30枠                              |
| 涼宮ハルヒの憂鬱                                  | 涼宮ハルヒの憂鬱                                  | 2017年04月 | カードキャプターさくら                  | カードキャプターさくら                  | カードキャプターさくら                  | カードキャプターさくら                   |
| 響け! ユーフォニアム （再放送）                   | 響け! ユーフォニアム （再放送）                   | 2017年10月 | 響け!ユーフォニアム                     | 響け!ユーフォニアム                     | 響け!ユーフォニアム                     | 響け!ユーフォニアム                      |
| カードキャプターさくら クリアカード編 （再放送）  | カードキャプターさくら クリアカード編 （再放送）  | 2018年1月  | カードキャプターさくら クリアカード編   | カードキャプターさくら クリアカード編   | カードキャプターさくら クリアカード編   | カードキャプターさくら クリアカード編    |
| ハイキュー!! （再放送）                           | ハイキュー!! （再放送）                           | 2018年6月  | ハイキュー!!                            | ハイキュー!!                            | ハイキュー!!                            | ハイキュー!!                             |
| ハイキュー!! セカンドシーズン （再放送）          | ハイキュー!! セカンドシーズン （再放送）          | 2018年12月 | ハイキュー!! セカンドシーズン           | ハイキュー!! セカンドシーズン           | ハイキュー!! セカンドシーズン           | ハイキュー!! セカンドシーズン            |
| ハイキュー!! 烏野高校 VS 白鳥沢学園高校（再放送） | ハイキュー!! 烏野高校 VS 白鳥沢学園高校（再放送） | 2019年6月  | ハイキュー!! 烏野高校 VS 白鳥沢学園高校 | ハイキュー!! 烏野高校 VS 白鳥沢学園高校 | ハイキュー!! 烏野高校 VS 白鳥沢学園高校 | ハイキュー!! 烏野高校 VS 白鳥沢学園高校  |

## 月曜枠 作品一覧
- おさるのジョージ
  - 月曜19:00枠 2012年04月02日 - 2012年05月28日
- フランダースの犬
  - 月曜18:30枠 2013年04月01日 - 2014年03月31日
- 赤毛のアン
  - 月曜18:30枠 2014年04月07日 -　2015年03月23日
- 美少女戦士セーラームーン
  - 月曜18:30枠 2015年04月06日 - 2016年02月22日
- 美少女戦士セーラームーンR
  - 月曜18:30枠 2016年04月04日 - 2017年02月06日

## 火曜枠 作品一覧
- トムとジェリー テイルズ
  - 火曜18:30枠 2013年03月05日 - 2013年03月26日 再放送
- トムとジェリー
  - 火曜18:30枠 2013年04月02日 - 2014年09月16日
- 新トムとジェリー ショー
  - 火曜18:30枠 2014年09月23日 - 2015年09月22日
- カンフー・パンダ ザ・シリーズ
  - 火曜18:30枠 2015年09月29日 - 2016年03月29日
- ぼくらベアベアーズ/アドベンチャー・タイム
  - 火曜18:30枠 2016年04月05日 - 10月04日
- 新くまのプーさん
  - 火曜18:30枠 2016年10月11日 - 2017年03月28日

## 水曜枠 作品一覧
- トムとジェリー テイルズ
  - 水曜19:00枠 2012年04月04日 - 2012年09月26日
- アルプスの少女ハイジ
  - 水曜18:30枠 2012年10月03日 - 2013年10月02日
- あらいぐまラスカル
  - 水曜18:30枠 2013年10月09日 - 2014年10月08日
- 山賊の娘ローニャ
  - 水曜18:30枠 2014年10月15日 - 2015年04月01日 再放送
- ベルサイユのばら
  - 水曜18:30枠 2015年05月06日 - 2016年02月10日
- カードキャプターさくら
  - 水曜18:30枠 2016年04月06日 - 2017年02月22日

## 木曜枠 作品一覧
- 楽しいムーミン一家→楽しいムーミン一家 冒険日記
  - 木曜19:00枠 2012年04月05日 - 2012年09月27日
  - 木曜18:30枠 2012年10月04日 - 2014年03月27日
- けいおん!
  - 木曜18:30枠 2016年04月07日 - 7月7日
- けいおん!!
  - 木曜18:30枠 2016年07月14日 - 2017年01月19日

## 金曜枠 作品一覧
- メジャー 第1シリーズ
  - 金曜19:00枠 2012年04月06日 - 2012年09月28日
- 新世紀エヴァンゲリオン HDリマスター版
  - 金曜23:45枠 2016年09月16日 - 2017年03月17日
- 涼宮ハルヒの憂鬱（2009年版）
  - 金曜23:45枠 2017年04月07日 - 09月29日
- 響け!ユーフォニアム
  - 金曜23:45枠 2017年10月06日 - 12月29日 再放送
- カードキャプターさくら クリアカード編
  - 金曜23:45枠 2018年01月12日 - 06月15日 再放送
- ハイキュー!!
  - 金曜23:45枠 2018年06月22日 - 12月14日 再放送
- ハイキュー!! セカンドシーズン
  - 金曜23:45枠 2018年12月21日 - 2019年06月7日 再放送

## 土曜枠 作品一覧
- 進撃の巨人
  - 土曜25:15枠 2016年01月10日 - 03月26日 2話連続放送

## 日曜枠 作品一覧
- へうげもの
  - 日曜25:00枠 2011年04月10日 - 2012年01月29日 再放送
- 山賊の娘ローニャ
  - 日曜07:30枠 2015年04月05日 - 2015年09月27日 再放送
- 新トムとジェリー ショー
  - 日曜07:30枠 2015年10月04日 - 2016年03月27日 再放送
- カンフー・パンダ ザ・シリーズ
  - 日曜07:30枠 2016年04月03日 - 10月02日 再放送
- ぼくらベアベアーズ/アドベンチャー・タイム
  - 日曜07:30枠 2016年10月09日 - 2017年04月09日 再放送
- カードキャプターさくら
  - 日曜07:30枠 2017年04月16日 - 09月24日
- 響け! ユーフォニアム
  - 日曜07:30枠 2017年10月01日 - 12月24日
- ハイキュー!!
  - 日曜07:30枠 2018年06月17日 - 12月9日
- ハイキュー!! セカンドシーズン
  - 日曜07:30枠 2018年12月16日 - 06月02日
- ハイキュー!! 烏野高校 VS 白鳥沢学園高校
  - 日曜07:30枠 2019年06月9日 - 09月

## 新作枠 作品一覧
新作枠に限りデータ放送連動でポイントサービス（NHKアニメマイル）を行っていて、規定ポイントを貯める度にオリジナル動画の視聴やデジタルコンテンツのダウンロードを実施している。
- へうげもの
  - 木曜23:00枠 2011年04月07日 - 2012年01月26日
- 銀河へキックオフ!!
  - 火曜19:00枠 2012年04月03日 - 2012年09月25日
  - 火曜18:30枠 2012年10月02日 - 2013年02月26日
- キングダム
  - 月曜19:00枠 2012年06月04日 - 2012年09月24日 第1期
  - 月曜18:30枠 2012年10月01日 - 2013年02月25日 第1期
  - 月曜18:30枠 2013年03月04日 - 2013年03月25日 第1期 総集編
  - 土曜23:45枠 2013年04月06日 - 2013年06月01日 第1期 総集編
  - 土曜23:45枠 2013年06月08日 - 2013年09月28日 第2期
  - 土曜24:00枠 2013年10月05日 - 2014年03月01日 第2期
- 山賊の娘ローニャ
  - 土曜19:00枠 2014年10月11日 - 2015年03月28日
- カードキャプターさくら クリアカード編
  - 日曜07:30枠 2018年01月07日 - 06月10日